# 테드 윌리엄스 (성우)
테드 윌리엄스(Ted Williams, 1957년 9월 22일 ~ )는 미국의 성우이다.

## 생애
윌리엄스는 브루클린 베드퍼드스타이베선트에서 태어나 자랐다. 3년간 미국 육군에서 군인 생활을 하였고, 미국 육군 하사 예편 이후에는 성우 학교에 다녔다. 하지만, 1986년 윌리엄스는 마약과 술에 중독되었고, 노숙자 신세로 전락했다. 노숙자 신세로 전락한 그는 2번 감옥에 갇혔다. 2005년, 감옥에서 나온 윌리엄스는 길거리에서 구걸하기 시작했고, 그에 흥미를 느낀 콜럼버스 디스패치의 기자는 그의 목소리와 짧은 인터뷰를 게시했다. 2011년 1월에 올려진 그 동영상은 큰 인기를 끌게되었으며, 현재는 많은 성우일을 하고 있다.
- 테드 윌리엄스  - 공식 웹사이트
- 테드 윌리엄스 - X
- 테드 윌리엄스 - 페이스북
- (영어) 테드 윌리엄스 - 인터넷 영화 데이터베이스